# セント・ルイス大聖堂

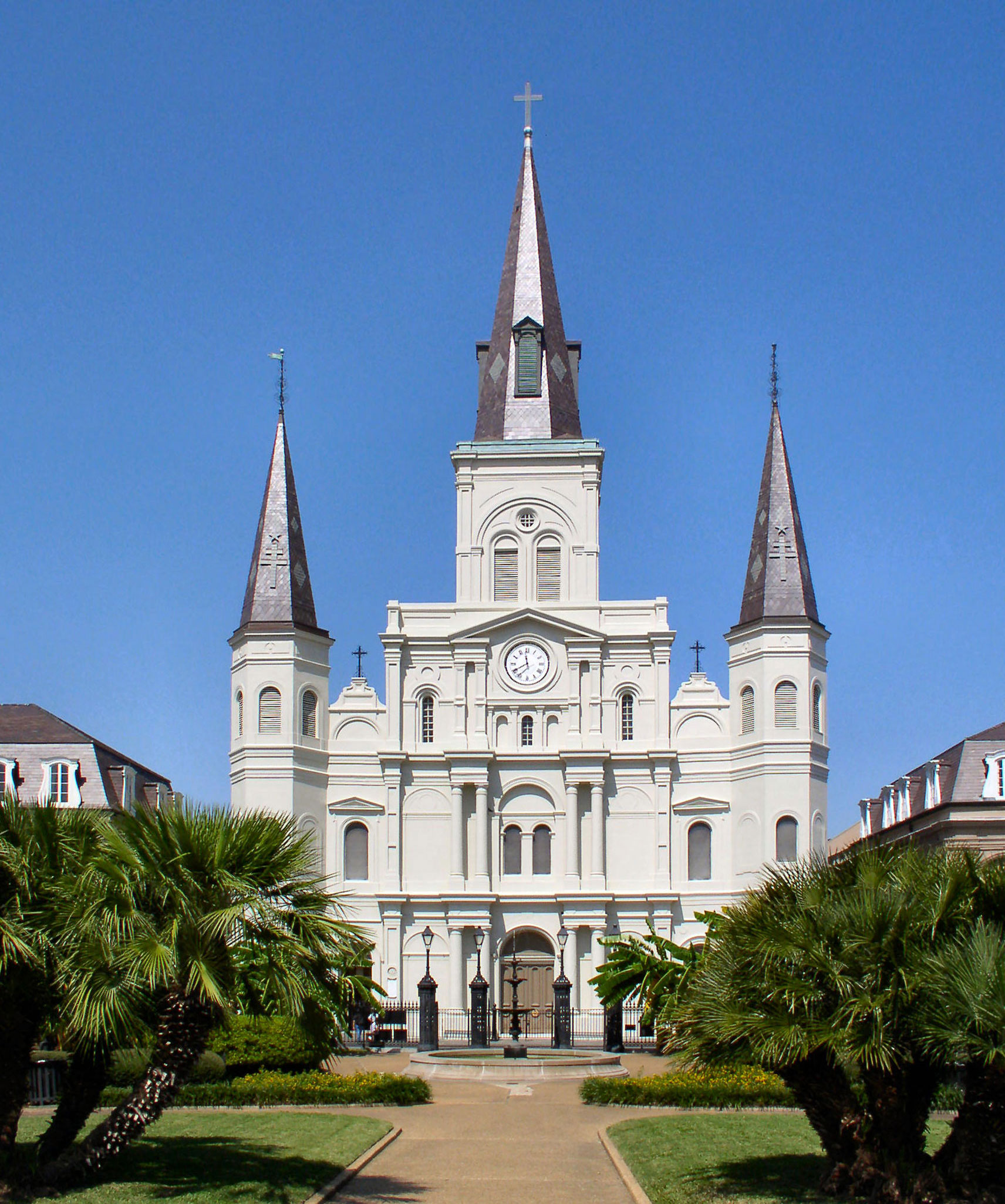
セント・ルイス大聖堂。photo by Rafal Konieczny

セント・ルイス大聖堂 （Saint Louis Cathedral）は、アメリカ合衆国ルイジアナ州ニューオーリンズ市内のフレンチ・クオーターにある司教座聖堂。アメリカ合衆国の現役カトリック司教座聖堂としては最古のものである。
ニューオーリンズ市内にはセント・ルイス大聖堂より規模の大きいカトリック教会はいくつもあるが、同大聖堂はニューオーリンズの社会において宗教的・社会的にもっとも重要な聖堂であり、ニューオーリンズ大司教区の大司教座聖堂である。アンドリュー・ジャクソンの騎馬像があるジャクソン広場とミシシッピ川に接するこの大聖堂は市のシンボル的存在であるため、ニューオーリンズに関連した政治演説や報道中継の際、しばしば背景として利用される。

## 歴史
この場所に初めてカトリック教会が建てられたのは植民地時代の1718年のことである。初代聖堂は木造であったため、1725年に木とレンガづくりの二代目聖堂の建築が始められ、1727年に完成した。二代目聖堂は、1788年3月21日の聖金曜日に起こったニューオーリンズ大火で市内の多くの建物と共に焼失した。三代目にあたる現在の聖堂の礎石は1789年に据えられ、1794年に完成した。1793年にセント・ルイス大聖堂が司教座聖堂とされた。このため同聖堂は現存する司教座聖堂としては合衆国最古のものになる。1819年、時計を備えた中央の塔と鐘楼が付け加えられた。
1830年代以降、聖堂が手狭になっていたため、1850年代に大規模な改修が施されて今日の姿になった。聖堂の工事期間中、司教座聖堂はセント・パトリック教会に移されていた。

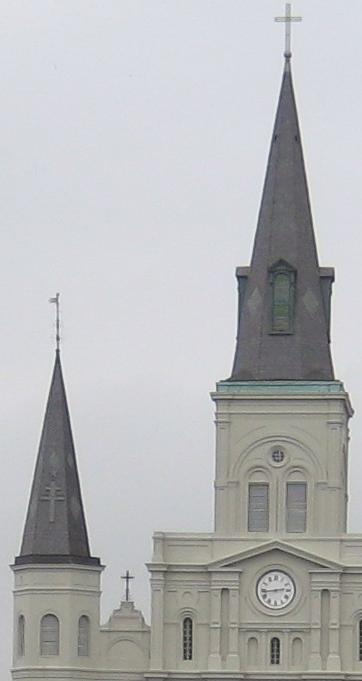
尖塔部分

1909年4月25日、ダイナマイトが大聖堂に仕掛けられ、窓が吹き飛び歩廊が損傷したが、被害は比較的軽微で済んだ。さらに1915年のハリケーンによっても被害を受けた。その年のうちに基礎部分が傷み、1916年の復活祭から翌1917年の復活祭まで聖堂が1年間閉鎖されて補修された。大聖堂は、1964年にローマ教皇パウロ6世によって、大バジリカに次ぐ小バシリカという名誉ある地位を与えられた。1987年9月にはヨハネ・パウロ2世が本聖堂を訪問している。

### ハリケーン・カトリーナ

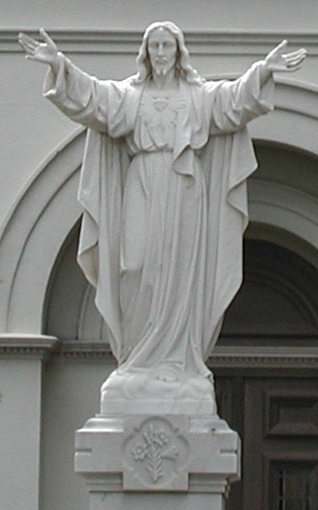
ハリケーンで損傷したキリスト像

2005年に米国を襲ったハリケーン・カトリーナは、ニューオーリンズにも被害をもたらした。市内の他の場所と比べればフレンチ・クォーターの被害は小さかったが、大聖堂の後ろにある聖アントニオ庭園の2本の大きなオークが強風でなぎ倒された。この風で装飾門が30フィートに渡って失われ、大理石製のキリスト像の手の人さし指と親指が失われた。ハリケーン・カトリーナが上陸前にカテゴリー5からカテゴリー3に勢力を落としていたこと、ルイジアナ海岸に迫る前に北寄りへ進路を変えたことから、住民たちはキリスト像が指を犠牲にして市全体の被害を軽くしたと噂した。